# The Keeper's Price
The Keeper's Price este o antologie de povestiri științifico-fantastice (de fantezie științifică) care a fost editată de scriitoarea americană Marion Zimmer Bradley. 
Povestirile fac parte din Seria Darkover care are loc pe planeta fictivă Darkover din sistemul stelar fictiv al unei gigante roșii denumită Cottman. Planeta este dominată de ghețari care acoperă cea mai mare parte a suprafeței sale. Zona locuibilă se află la doar câteva grade nord de ecuator.
Cartea The Keeper's Price a fost publicată pentru prima dată de DAW Books în februarie 1980. Multe dintre povestiri au apărut pentru prima dată în revista Starstone.

## Cuprins
- Prefață: "A Word from the Creator of Darkover", de Marion Zimmer Bradley

1. The Settlement
  - "Vai Dom", de Diana L. Paxson
  - "The Forest", de C. McQuillin
2. The Ages of Chaos
  - "There Is Always an Alternative", de Patricia Mathews
  - "The Tale of the Durraman’s Donkey", de Eileen Ledbetter
  - "The Fires of Her Vengeance", de Susan M. Shwartz
  - "Circle of Light", de Kathleen Williams
  - "The Alton Gift", de Elisabeth Waters
  - "The Answer", de Jacqueline Lichtenberg & Jean Lorrah
3. Under the Comyn
  - "The Rescue", de Linda MacKendrick
  - "The Keeper’s Price", de Marion Zimmer Bradley & Elisabeth Waters
  - "The Hawk-Master’s Son", de Marion Zimmer Bradley
  - "A Simple Dream", de Penny Ziegler
  - "Paloma Blanca", de Patricia Mathews
  - "Blood Will Tell", de Marion Zimmer Bradley
4. After the Fall of the Comyn
  - "Ambassador to Corresanti", de Linda Frankel
  - "A View from the Reconstruction", de Paula Crunk